# Генрих I Немодлинский
Генрих I Немодлинский (пол. Henryk I niemodliński, нем.  Heinrich von Oppeln-Falkenberg; ок. 1345 — 14 сентября 1382) — князь Немодлинский (1362/1365—1382) и Прудницкий (1365—1382), правил вместе с братьями Болеславом II (до 1367/1368 года) и Вацлавом (до 1369 года).

## Биография
Представитель опольской линии Силезских Пястов. Младший (третий) сын князя немодлинского Болеслава Первородного (ок. 1293 — 1362/1365) и Евфимии Вроцлавской (после 1318 —ок. 1383), дочери князя Вроцлавского Генриха VI Доброго.
После смерти отца между 1362 год и 1365 годами Генрих I вместе со старшими братьями Болеславом II и Вацлавом унаследовали Немодлинское княжество. После смерти князя Микулаша II Опавского в 1365 году король Карл Люксембургский в награду за верную службу передал Болеславу II Прудницкое княжество, которое после его смерти в 1367/1368 году унаследовали его братья. После смерти своего второго брата Вацлава в 1369 году Генрих стал единоличным правителем Немодлинского и Прудницкого княжеств.
Около 1370 года Генрих I Немодлинский заключил соглашение о наследовании с его ближайшими родственниками, князьями Опольскими Болеславом III и Владиславом Опольчиком (оно было утверждено императором Карлом IV Люксембургским в феврале и марте 1372 года), на основании которого после смерти бездетного Генриха I его владения должны были перейти к князьям Опольским.
Князь Генрих I Немодлинский вел давний спор с епископом вроцлавским Пшеславом из Пожеголя из-за замка Янски-Врх в городе Яворник, который закончился только после смерти епископа в 1376 году. С его преемником, князем Вацлавом Легницким, Генрих I Немодлинский имел хорошие отношения и в конце жизни даже проживал в принадлежавшем епископу Отмухуве. В 1373 году князь Генрих Немодлинский даровал городу Глогувек Магдебургское право. В 1379 году он добился того, чтобы церкви Святого Варфоломея в Глогувеке был предоставлен статус коллегиальной и пожаловал ей две деревни.
14 сентября 1382 года князь Генрих I Немодлинский скончался и был похоронен в любимой им коллегиальной церкви Святого Варфоломея в Глогувеке.
Вопреки договору 1372 года, после смерти князя Генриха германский император и чешский король Вацлав IV Люксембургский решил передать его владения за плату своему приближенному Пшемыславу I Носаку, князю Цешинскому. Однако из-а сопротивления князей Опольских в 1383 году он вынужден был изменить своё решение. Владения Генриха I были разделены между Владиславом Опольчиком (Глогувек и Прудницкое княжество) и сыновьями Болеслава III (Немодлинское княжество).

## Брак
Между 1365 и 1372 годом князь Генрих I Немодлинский женился на Катарине (1353—1378), старшей дочери маркграфа Моравского Иоганна Генриха (1322—1375) и Маргариты Опавской (1330—1363). Брак был бездетным.